# Джон Орозко
Джон Орозко (англ. John Orozco, нар. 30 грудня 1992 року) — американський гімнаст.
На чемпіонаті світу 2014 року в Наньніні здобув бронзову медаль у командній першості.